# Hesz Tamás
Hesz Tamás (Budapest, 1968 –) magyar író, költő, grafikus.

## Életpálya
Az Agriában, egy egri irodalmi, művészeti és kritikai folyóiratban publikált.
További publikációi olvashatók a kiadója által megjelentetett gyűjteményekben (Sárkány Éve. Putnoki A. Dávid szerkesztése. Lírikusok Irodalmi Műhelye, 2007, 2008).

## Munkássága
Köteteinek borítóit maga tervezte. Fotókat készített, témái szerteágazóak, többnyire utazásai közben készültek. Széles spektrumban adta vissza illusztrációk formájában. Grafikáiból, festményeiből rendszeresen tartott kiállításokat.
2011-ben albumot állított össze 25 saját szerzeményből Száműzött címmel.
Afrikában kisfilmet forgatott valamennyi általa bejárt országról videórögzítésekkel: Rocks on the coast during the címmel.

## Művei
- Révület – versek, Hungarovox, 2011[7]
- Révület – versek, szépirodalom, E-book Könyvház és Kiadó, 2012
- Láthatatlan utazás – történelmi és útiregény, 2012[8]
- Utak Hazáig – dokumentum, 2012
- La estrella Solataria – mese, 2012
- Tatarinka dala – mese, 2012
- Petrik álma – mese 2012
- Angyal a vásznon – háromfelvonásos dráma, 2012
- Sötétség után alkonyat – thriller, 2012[9]
- Tízen hét strófa – pszichothriller, 2012
- Búcsú a holtak kövétől – regény, 2012
- Tüskék a falban – novellák, 2012
- Nem erre terveztük – sci-fi, 2012
- Fejvadászok – szociográfiai regény, 2012
- Kepesz – Forgatókönyv; háborús történelmi regény, 2012